# 上韦莱省
上韦莱省（法語：Province du Haut-Uélé）是位于刚果民主共和国北部的一个省，首府伊西罗，與中非共和國及南蘇丹接壤，人口1,920,867（2005年），面積89,683 km²。